# 大克羅滕山

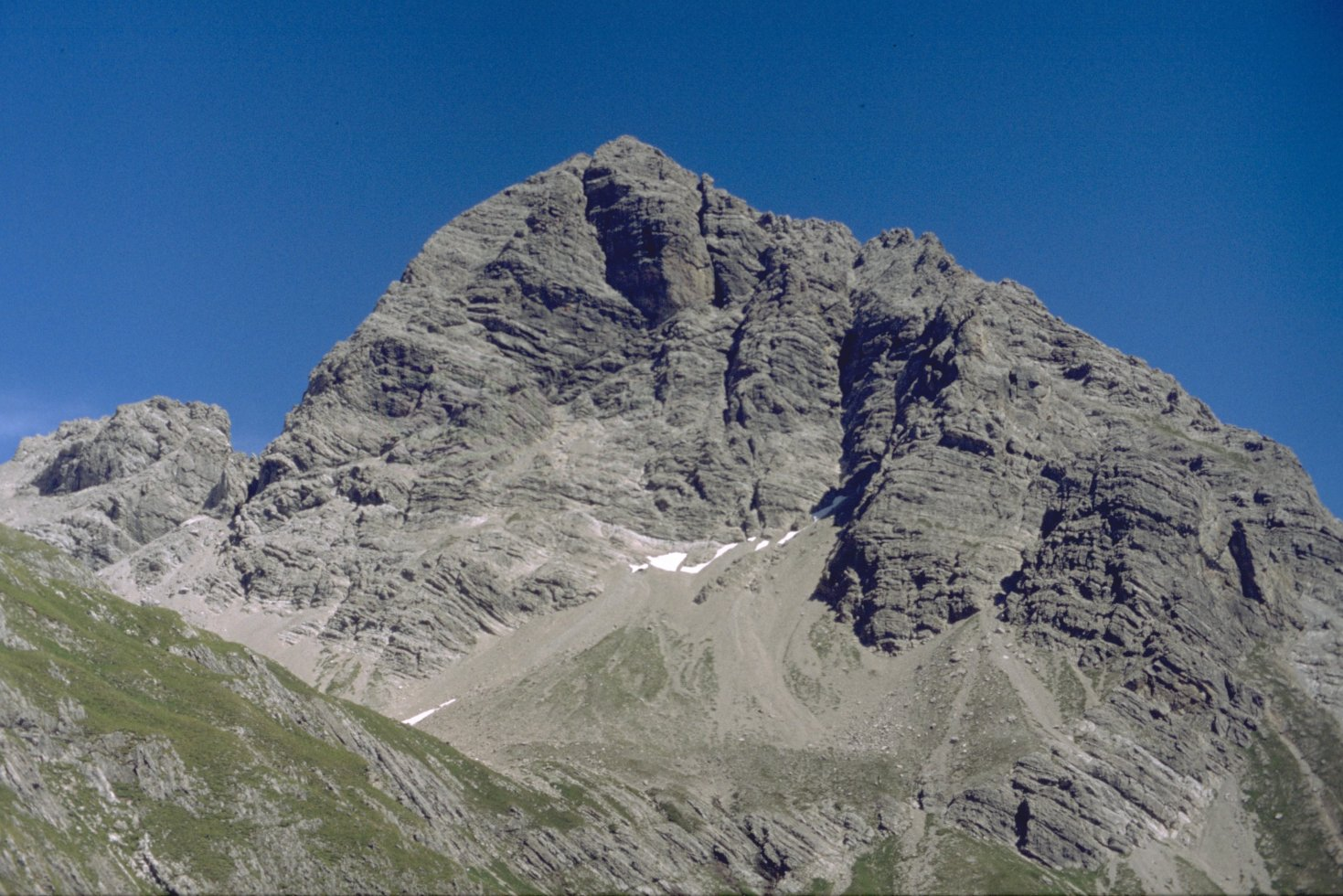

47°18′41″N 10°21′21″E / 47.31139°N 10.35583°E
大克羅滕山（德語：Großer Krottenkopf），是奧地利的山峰，位於該國西部，由蒂羅爾州負責管轄，屬於阿爾高阿爾卑斯山脈的一部分，海拔高度2,656米，每年平均降雨量1,730毫米。